# Рузвельт Скерріт
Рузвельт Скерріт (англ. Roosevelt Skerrit; нар. 8 червня 1972) — домінікський політичний діяч, прем'єр-міністр країни з 2004 року, лідер Домінікської лейбористської партії.

## Життєпис
Освіту здобував у США, потім викладав у Громадському коледжі Домініки. 1997 року здобув ступінь бакалавра в університеті Міссісіпі за спеціальністю «англійська мова» і ступінь бакалавра у Державному університеті Нью-Мексико за спеціальністю «психологія».
Політичною діяльністю почав займатись 1999 року, а 2000 вже був обраний до парламенту. В уряді до 2004 року обіймав посаду міністра спорту, освіти й молоді. Після раптової смерті прем'єра П'єра Чарлза Скерріт став новим главою уряду. Він став наймолодшим прем'єр-міністром у світі (31 рік). Одночасно займає пост міністра фінансів.

### На посту прем'єр-міністра
Завдяки зусиллям Скерріта Домініка встановила дипломатичні зв'язки з Китаєм та підписано спільне комюніке щодо надання Домініці китайської допомоги у розмірі 112 мільйонів доларів США. Також прем'єр-міністр розірвав дипломатичні відносини з Тайванем, вважаючи політику цієї країни «нереалістичною». Скерріт провадить кампанію боротьби зі СНІДом, до першочергових завдань відносить стабілізацію економіки, реструктуризацію державного боргу. Підтримує гарні стосунки з Кубою та Венесуелою (яка виділила Домініці 10 мільйонів доларів на ремонт аеропорту Мелвіл). Долучився до Боліварійської альтернативи народів Нашої Америки.
2005 року його партія виграла парламентські вибори.

## Приватне життя
Не одружений. Головне спортивне захоплення — гра у крикет.